# کشتی سوخت‌رسان لاس پاتوکا
اویلر لاس پاتوکا (به انگلیسی: Patoka-class oiler) یک کلاس از کشتی است که طول آن ۴۷۷ فوت ۱۰ اینچ (۱۴۵٫۶۴ متر) می‌باشد.